# エムシーファッション
エムシーファッションとは、日本の衣料品製造販売、糸・織編地・雑貨等を販売するファブレスメーカー。
かつては三菱商事ファッションという社名だったが、2025年2月28日にワールドが本企業の全株式を三菱商事から取得し、買収したことから、現社名に変更した。

## 役員
- 代表取締役：村田茂
- 取締役：五十川和人
- 取締役：山中昌文
- 取締役 (非常勤)：松永茂生
- 取締役 (非常勤)：山田哲也
- 監査役：村田達哉
- 監査役 (非常勤)：日高憲一
- 監査役 (非常勤)：吉川和洋

## 企業理念
三綱領
- 所期奉公
  - 事業を通じ、物心共に豊かな社会の実現に努力すると同時に、 かげがえのない地球環境の維持にも貢献する。
- 処事光明
  - 公明正大で品格ある行動を旨とし、活動の公開性、透明性を堅持する。
- 立業貿易
  - 全世界的、宇宙的視野に立脚した事業展開を図る。

## 参照
- 会社概要